# 504e régiment de chars de combat
Pour les articles homonymes, voir 504e régiment.
Le 504e régiment de chars de combat (504e RCC) est une unité militaire de chars de combat ayant combattu pendant la Première Guerre mondiale. Il est dissous au début de la Seconde Guerre mondiale.

## Création et différentes dénominations
- 1916 : création de l'artillerie d'assaut.
- 1918 : création du 504e régiment d’artillerie spéciale (504e RAS).
- 1920 : devient, par changement d'appellation, le 504e régiment de chars de combat (504e RCC).
- 1939 : le régiment est dissous.
- 1945 : nouvelle création du 504e régiment de chars de combat.
- 1946 : dissolution du 504e RCC.

## Chefs de corps
- 1918 : chef d'escadron de Forsanz[1]
- 1937 : colonel Robin[2]
- 1939 : lieutenant-colonel de Chouchet[réf. nécessaire]

## Historique des garnisons, combats et batailles

### Première Guerre mondiale
Le 504e RAS est créé le 25 juin 1918.
À partir de la mi-juillet, le régiment est constitué des unités suivantes :
- 10e bataillon de chars légers : compagnies AS 328, 329 et 330.
- 11e bataillon de chars légers : compagnies AS 331, 332 et 333.
- 12e bataillon de chars légers : compagnies AS 334, 335 et 336.
- Groupement IV : AS 13, 14, 16 et 17.

### Entre-deux-guerres
Les 10e, 11e et 12e bataillons (chars FT) sont regroupés à Valence en septembre 1919. Le 11e BCL, détaché en Rhénanie, quitte le régiment en 1923 et forme le 521e RCC.
Le régiment, à deux bataillons, est rattaché à la 27e division d'infanterie, chargée de la défense des Alpes.
Une compagnie du 504e RCC de Valence est envoyée au Maroc en mai 1925 pendant la guerre du Rif et y fusionne dans le 517e RCC.
De 1921 à 1939, des détachement du régiment participent aux manœuvres militaires menées dans les Alpes. Le régiment est d'ailleurs appelé 504e régiment de chars de combat alpin, 504e RCCA, à partir de 1930.
À partir de 1936, les chars FT sont progressivement remplacées par des R35. Le régiment est rattaché à la 1re division d'infanterie nord-africaine en 1938.

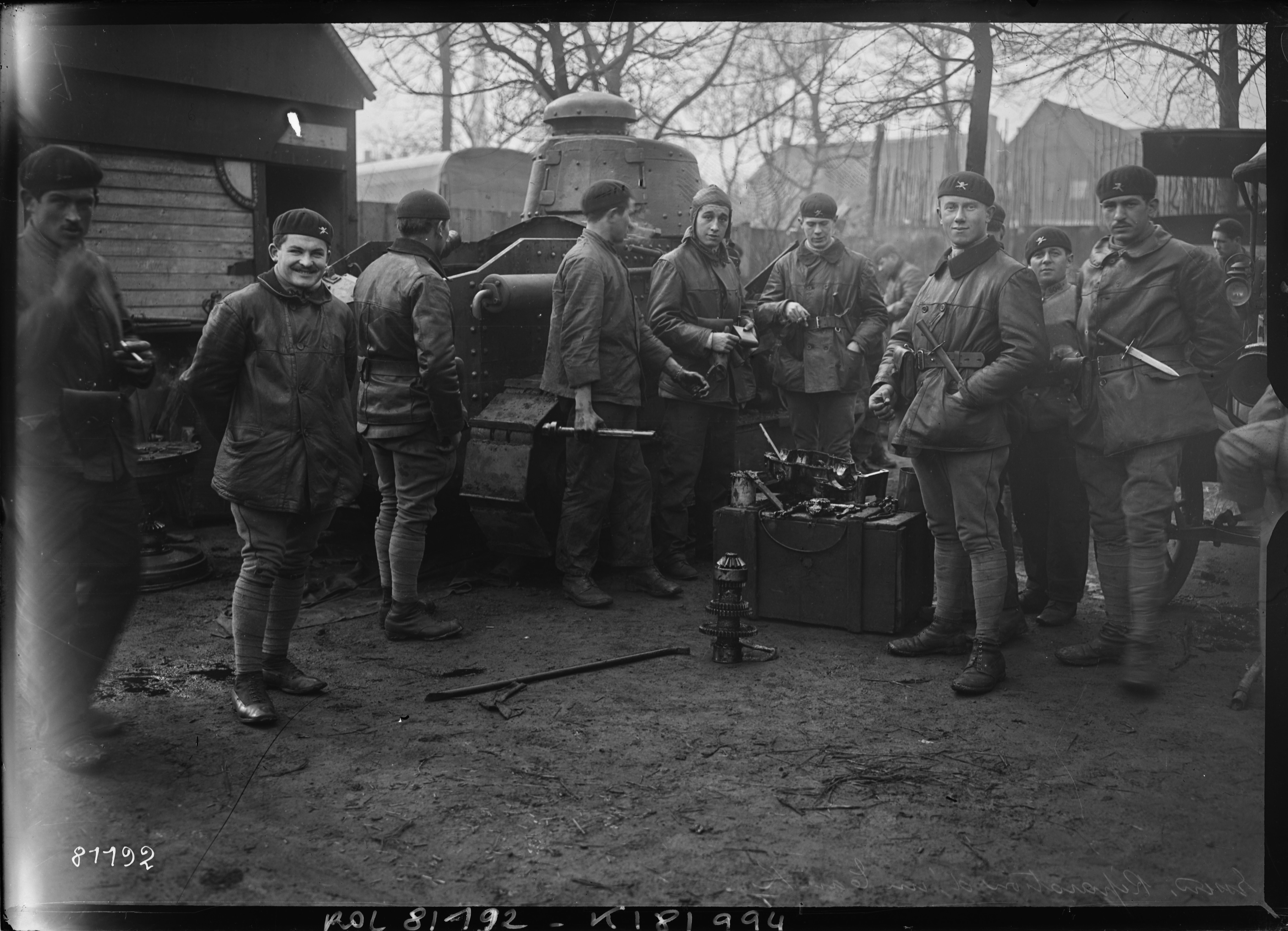
Tankistes du 504e RCC à Essen en février 1923 pendant l'occupation de la Ruhr.
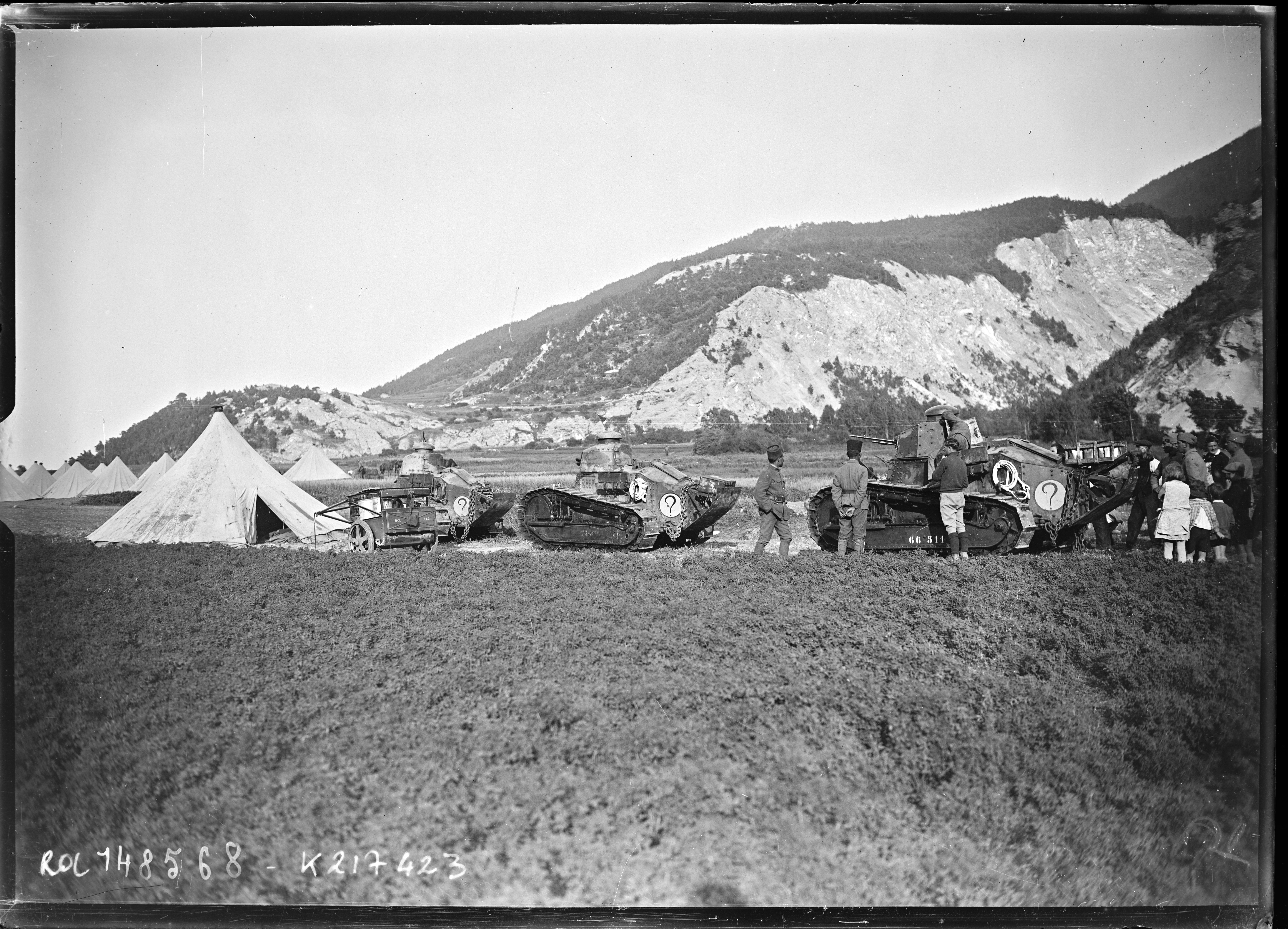
Trois chars FT du 504e RCC inspectés par des curieux avant des manœuvres en Haute-Maurienne, le 31 août 1930.
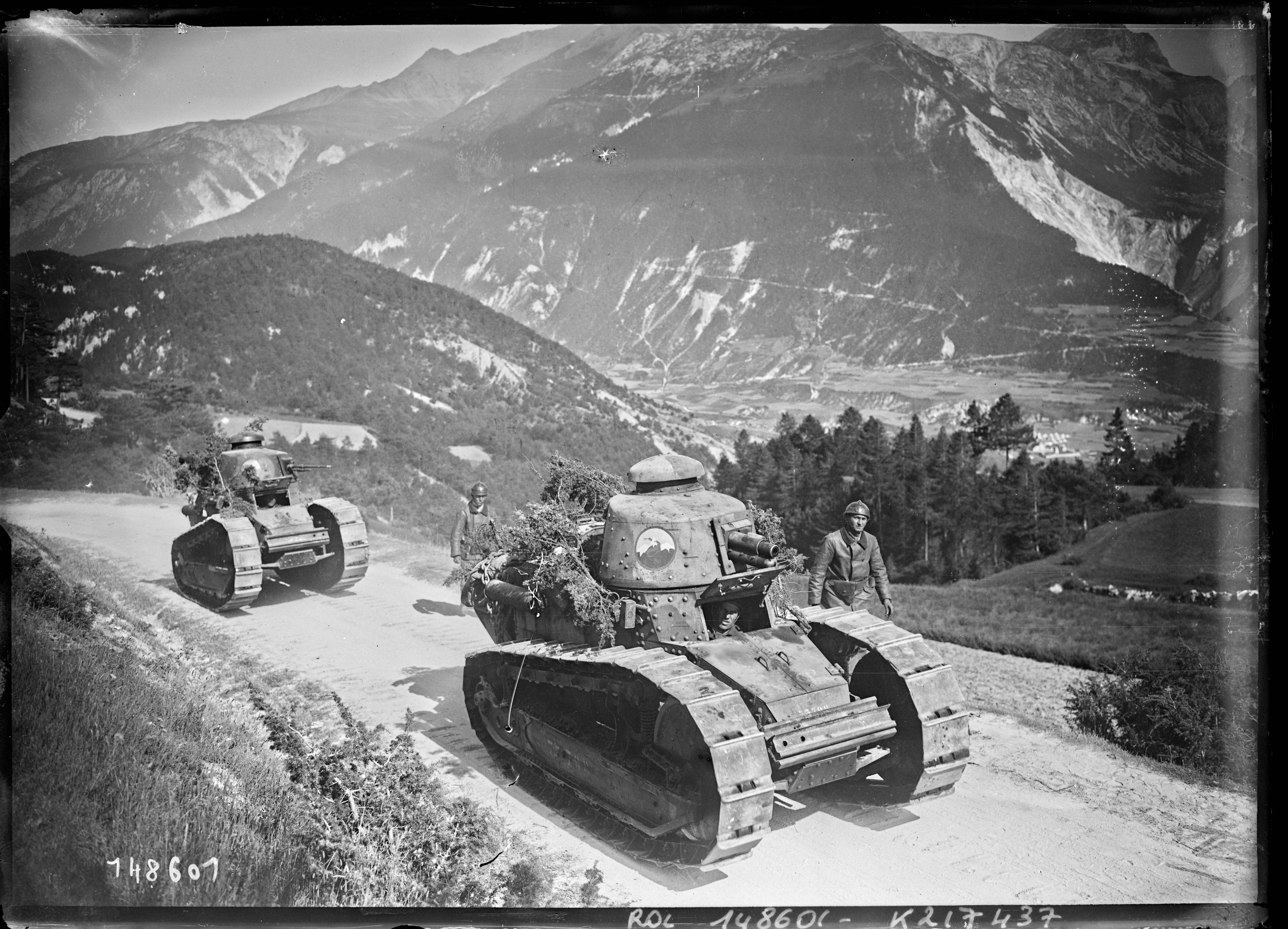
Chars FT du 504e RCC en manœuvre à Aussois en Haute-Maurienne le 1er septembre 1930 (noter l'insigne du régiment peint sur la tourelle).
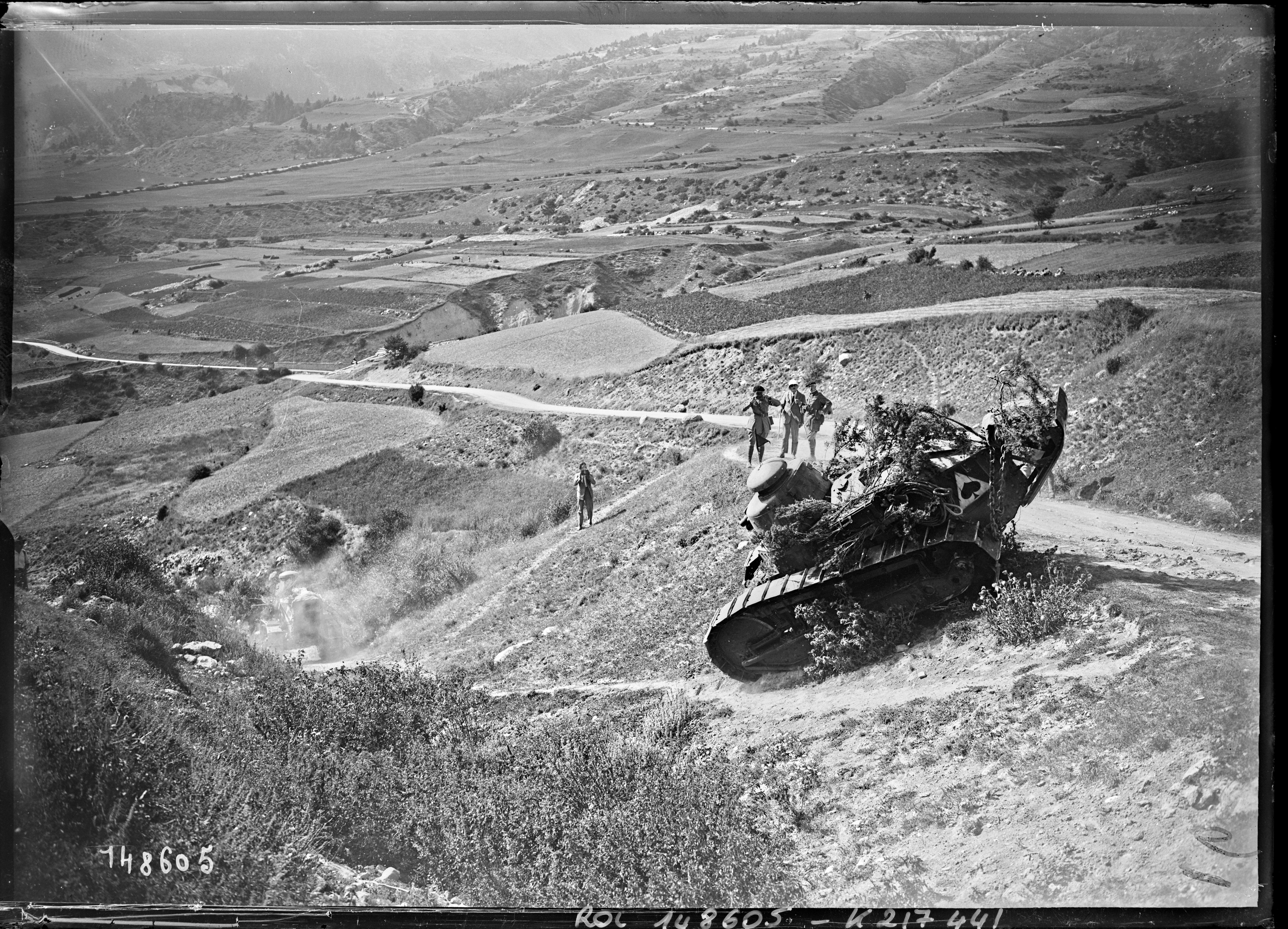
Char FT du 504e RCC descendant vers Aussois le 1er septembre 1930.
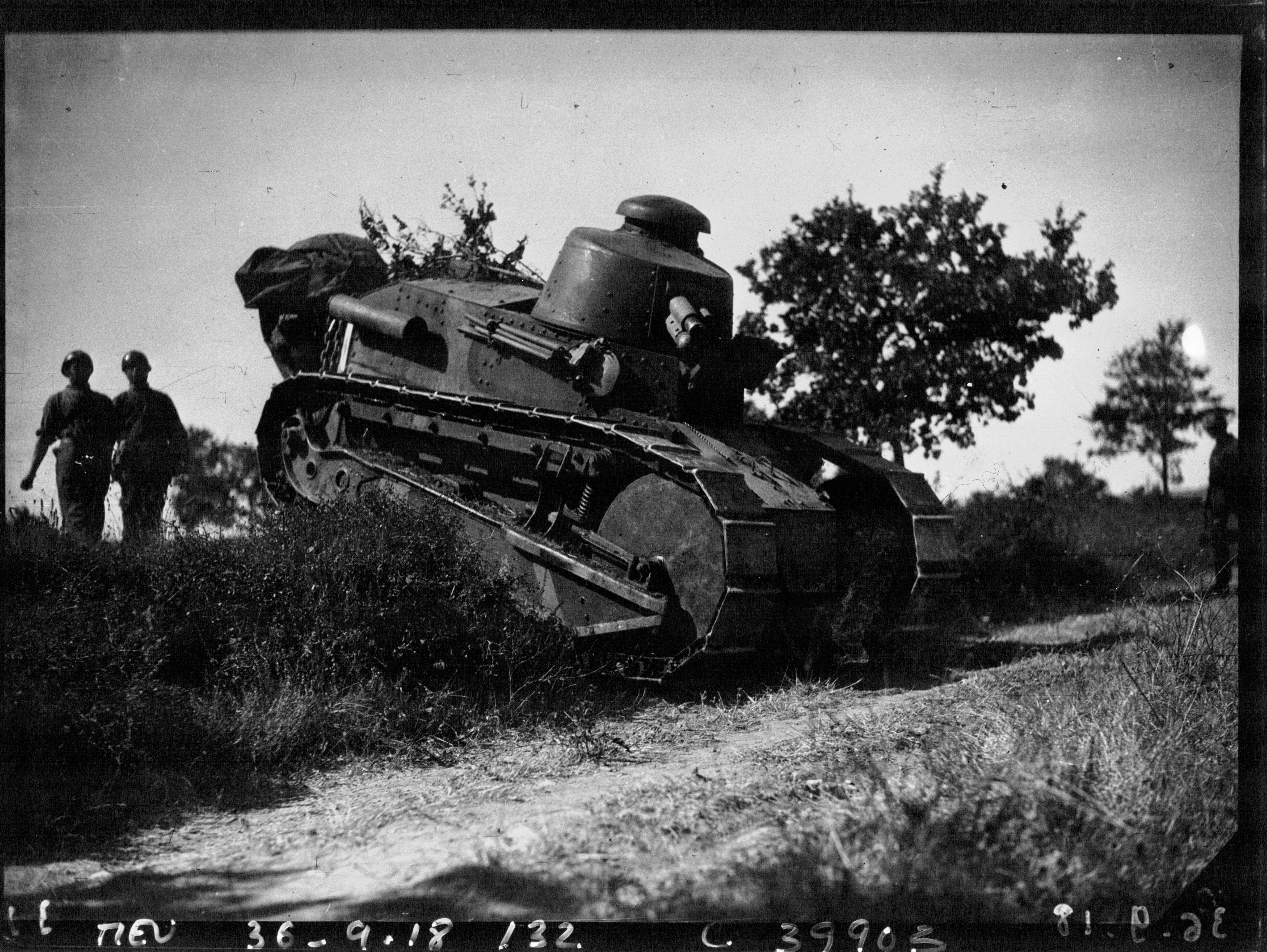
Char FT du 504e RCC lors des manœuvres du Sud-Est, début septembre 1936.

### Seconde Guerre mondiale
Lors de sa dissolution à la mobilisation de 1939, le 504e RCC donne naissance au dépôt de chars 504, à plusieurs bataillons de chars de combat, à deux groupes de bataillons de chars (GBC) :
- GBC 504
  - 10e bataillon de char de combat alpin (45 chars R35)
  - 11e bataillon de char de combat (63 chars Renault FT)
- GBC 514
  - Bataillon de chars des troupes coloniales (BCTC - 63 chars Renault FT)
  - 12e bataillon de char de combat (45 chars R35) - passe au GBC 511 en février 1940

Le 504e RCC forme également la 74e compagnie de transport de chars.
- Insigne des BCC issus du 504e RCC.

Insigne des BCC issus du.
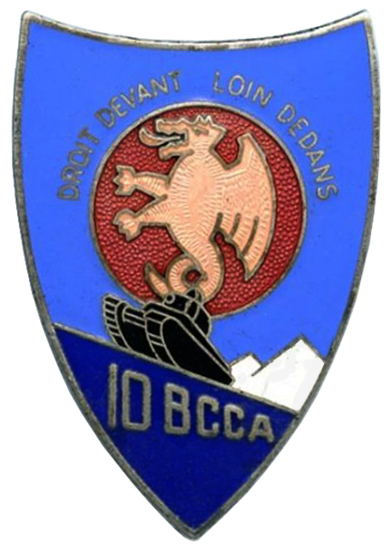
10e BCCA
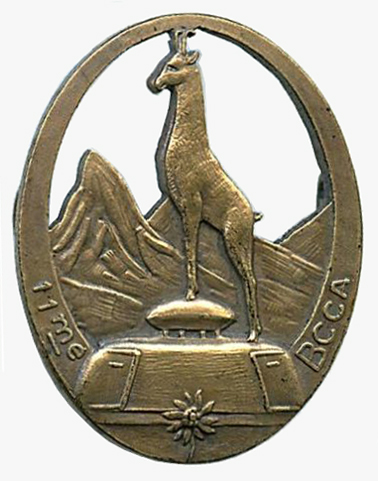
11e BCC
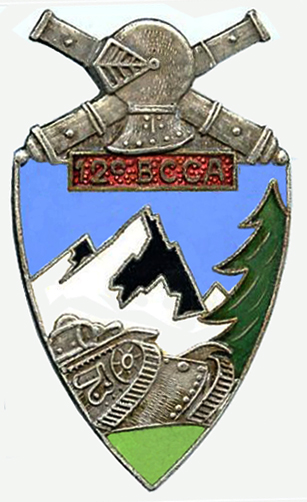
12e BCC
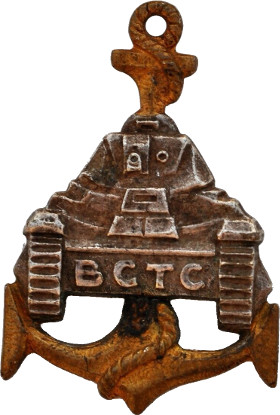
BCTC

Les traditions du régiment sont brièvement portées en septembre-octobre 1944 par une unité des Forces françaises de l'intérieur, le groupe de chars du Rhône 504/1, équipé de deux chars Panther capturés à Meximieux et de deux chars R35 capturés à Montceau-les-Mines. L'unité est dissoute dès octobre et n'est pas régularisée dans l'Armée française de la Libération.

### De 1945 à nos jours
Le 504e RCC est recréé le 15 novembre 1945 par changement d’appellation du centre d'organisation et d'instruction de l'arme blindée no 414 (COAB 414) de Lyon. Il compte huit escadrons, répartis entre La Doua (escadron hors rang et quatre escadrons de combat) et le camp de La Valbonne (trois escadrons de combat). 
Il est dissous le 30 avril 1946 et ses escadrons versés au 11e régiment de cuirassiers. 

## Traditions

### Insigne
L'insigne du régiment, livré en version métallique en novembre 1933 ou 1935 par la maison Arthus Bertrand présente un écu portant une salamandre (symbole des chars de combat), avec en pointe un paysage de montagne chargé d'une fleur d'edelweiss. L'écu est surmonté de l'autre symboles des chars de combat, le heaume sur les canons croisés,.
L'insigne avec l'edelweiss devant un paysage de montagne apparaît peint sur les chars du régiment dès 1930.

### Étendard
Il porte, cousues en lettres d'or dans ses plis, les inscriptions suivantes :
- La Marne 1918
- Somme-Py 1918
- La Lys 1918

### Citation
« A progressé de haute lutte sur un terrain battu par des feux violents d'artillerie, de canons et de fusils anti-chars, surmontant tous les obstacles »

— Maréchal Pétain, 1918

### Décorations
Le 11e bataillon (AS 331, 332 et 333) a été cité à l'ordre de l'armée.
Dans l'entre-deux-guerres jusqu'à la Seconde Guerre mondiale, les unités suivantes portaient la fourragère de la Croix de Guerre 1914-1918, :
- 1re compagnie (AS 328), décorée de la croix de guerre avec deux palmes (soit deux citations à l'ordre de l'armée).
- 2e compagnie (AS 329), idem.
- 3e compagnie (AS 330), idem.

### Refrain
« Si tes côtes te démangent gratte les, gratte les. »

## Personnalités ayant servi au sein du régiment
- Joseph Putz (1895-1945), résistant français, Compagnon de la Libération.
- Jean-Pierre Vigier (1920-2004), physicien français.

## Sources et bibliographie
- Historique du 504e régiment A.S. : guerre contre l'Allemagne, Valence, Legrand et Granger, 1920, 24 p., lire en ligne sur Gallica.
- Serge Andolenko, Recueil d'historiques de l'arme blindée et de la cavalerie, Eurimprim, 1968, 205 p. (lire en ligne).